# Cantonul Le Grand-Pressigny
Cantonul Le Grand-Pressigny este un canton din arondismentul Loches, departamentul Indre-et-Loire, regiunea Centru, Franța.

## Comune
- Barrou
- Betz-le-Château
- La Celle-Guenand
- Ferrière-Larçon
- Le Grand-Pressigny (reședință)
- La Guerche
- Paulmy
- Le Petit-Pressigny
- Saint-Flovier